# SMS Schleswig-Holstein (1906)
«Шле́звиг-Го́льштейн» (нем. SMS Schleswig-Holstein, [ʃleːsvɪç ˈhɔlʃtaɪ̯n]) — немецкий эскадренный броненосец, участник Первой и Второй мировых войн. Назван в честь прусской провинции (ныне федеральной земли) Шлезвиг-Гольштейн.
Последний в серии из пяти кораблей типа «Дойчланд». Заложен в августе 1905 года на судоверфи «Friedrich Krupp Germaniawerft» в Киле, вошёл в строй тремя годами позже. К времени ввода в строй корабли этой серии являлись уже устаревшими, уступая в размерах, бронировании, огневой мощи и скорости более современным дредноутам.
В Первую мировую входил в состав германского Флота открытого моря, принимал участие в Ютландском бою, получил одно серьёзное попадание, после чего некоторое время использовался как сторожевой корабль в устье Эльбы, и был переведён в резерв в конце 1917 года. После войны стал одним из 8 устаревших кораблей, которые союзники разрешили сохранить Германии. Переоснащён в 1926 году. С 1926 по 1935 год — флагман немецкого флота. В 1936 году преобразован в учебное судно.
Известен тем, что из его орудий были даны первые залпы Второй мировой войны 1 сентября 1939 года, когда корабль обстрелял польскую базу Вестерплатте в Данциге.
В апреле 1940 года принял участие в операции по захвату Дании, использовался как учебный корабль с 1941 по 1944 года. В сентябре 1944 года вернулся в строй как корабль противовоздушной обороны. 19 декабря 1944 года на рейде Готенхафена на корабль упали три бомбы в ходе налёта самолётов Королевских ВВС, в результате корабль загорелся и затонул на глубине 12 м.
После Второй мировой поднят СССР и отбуксирован в Таллин. Переименован в «Бородино». Затоплен около острова Осмуссаар на Балтике в 1948 году и использовался как мишень до 1960-х. Останки судна сохранились до сих пор и находятся на глубине около 10 метров.
Корабельная рында экспонируется в Военно-историческом музее вооружённых сил Германии в Дрездене.

## Конструкция
«Шле́звиг-Го́льштейн» был заложен 18 августа 1905 года на судоверфи «Friedrich Krupp Germaniawerft» в Киле, спущен на воду 17 декабря 1906. Корабль стал последним линкором додредноутного типа в немецком флоте. В том же месяце в британский флот вошёл «Дредноут», вооружённый десятью 12-дюймовыми (305 мм) орудиями, что означало мгновенное устаревание всех линкоров германского флота, включая «Шле́звиг-Го́льштейн». Название кораблю дано германской императрицей Августой Викторией, на церемонии спуска на воду присутствовал также император Вильгельм II. Эрнст Гюнтер, герцог земли Шлезвиг-Гольштейн, произнёс торжественную речь.
Корабль имел длину 127,6 м, ширину 22,2 м, и осадку 8,21 м. Водоизмещение стандартное составляло 13200 метрических тонн, полное — 14218 метрических тонн. Силовая установка состояла из трёх паровых машин тройного расширения, и двенадцати водотрубных котлов Шульца-Торникрофта на угольном топливе, мощность силовой установка составила 17000 л. с., что позволяло достичь максимальной скорости 19.1 уз. Таким образом, «Шле́звиг-Го́льштейн» был самым быстрым в серии, и вторым по эффективности использования топлива. На крейсерской скорости 10 уз дальность хода составляла 5720 морских миль.  Экипаж составил 35 офицеров и 708 матросов.
Основное вооружение корабля было представлено четырьмя орудиями 28 cm SK L/40 в двух двухорудийных башнях, расположенных в носовой и кормовой частях судна. Четырнадцать орудий среднего калибра 17 cm SK L/40 размещены в казематах, и двадцать малых пушек на 8.8 cm SK L/35 на поворотных опорах. В дополнение к артиллерийскому вооружению имелись 450-мм торпедные аппараты, размещённые ниже ватерлинии — по одному на носу и в корме, и четыре по бортам. Броневой пояс имел толщину 240 мм в средней части судна, и дополнялся бронепалубой толщиной 40 мм. Броня башен составила 280 мм.

## Служба
6 июля 1908 года, по завершении постройки, «Шле́звиг-Го́льштейн» вышел на ходовые испытания. Экипаж главным образом был переведён с однотипного линкора «Шлезиен». 21 сентября вошёл в состав II эскадры Флота открытого моря, вместе со своими систершипами. В ноябре того же года участвовал в учениях в Балтийском море, по аналогичному сценарию манёвры производились в следующие пять лет: весной — учения, летом — поход в Норвегию, и осенью — ещё одни учения. С 7 июля по 1 августа 1909 года совершил поход в Атлантику. В сентябре 1910 командование кораблём принял Фридрих Бодикер, и командовал на протяжении трёх лет. 3 октября 1911 года корабль вернулся во II эскадру . Из-за Агадирского кризиса в июле 1912 года летний поход был ограничен только Балтийским морем. На учениях 1913 года корабль получил кайзеровский Schiesspreis — приз за успешную стрельбу. 14 июля 1914 года начался ежегодный поход в Норвегию, но из-за угрозы войны в Европе он был завершён досрочно, и корабли II эскадры вернулись в Вильгельмхафен.

### Первая мировая война
С начала войны в июле 1914 года «Шле́звиг-Го́льштейн» нёс сторожевую службу в устье реки Эльбы, в то время как остальной флот был мобилизован. В конце октября все корабли этой серии проходят модернизацию подводной противоминной и противоторпедной защиты в Киле, после чего снова вливаются во флот. Соединение прикрывало линейные крейсеры I разведывательная эскадра контр-адмирала Франца фон Хиппера во время бомбардировок Хартлпула, Скарборо и Уитби 15-16 декабря 1914 года. В ходе этой операции 12 немецких дредноутов и 8 додредноутов приблизились на расстояние около 10 морских миль к изолированной эскадре из 6 британских линкоров. Однако, равная перестрелка эсминцев заставила адмирала Фридриха фон Ингеноля подумать, что он столкнулся со всем Гранд-Флитом, в результате чего он отказался от схватки, и развернул флот в сторону Германии. В апреле 1916 года два 88-мм орудия были заменены зенитными пушками того же калибра.
«Шле́звиг-Го́льштейн» участвовал в переходе к Доггер-банке 21-22 апреля 1915. 11-12 сентября II разведывательная группа провела операцию по установке мин на банке Сварте при поддержке II эскадры. Затем, 23-24 октября была проведена ещё одна операция по постановке мин, но безрезультатно. 5-7 марта 1916 года дредноуты II и III эскадры продолжили продвижение в Северное море, а другие корабли II эскадры оставались в Германском заливе, готовые присоединиться к ним. Затем, 24-25 апреля, флот вновь объединился во время обстрела Ярмута и Лоустофта. В этой операции линейный крейсер SMS Seydlitz получил повреждение на британской мине и вынужден был немедленно вернуться в порт. Видимость была настолько низкой, что операция была прекращена ещё до контакта с британским флотом.

#### Ютландское сражение
Командующий Флотом открытого моря, адмирал Шеер, запланировал немедленное продвижение в Северное море, однако повреждение «Зейдлица» вынудило отложить операцию до конца мая. Последним кораблём IV дивизиона II эскадры, замыкающим кораблём всей формации, был «Шле́звиг-Го́льштейн». II эскадрой командовал контр-адмирал Франц Мауве. В процессе движения на север Шеер дал команду флоту преследовать на максимальной скорости уходящие корабли британской V эскадры. «Шле́звиг-Го́льштейн» и его систер-шипы были заметно медленнее, чем дредноуты, и быстро отстали. Тогда адмирал Шеер дал команду «Ганноверу» занять позицию позади «Шле́звиг-Го́льштейна», и таким образом, на обоих концах флота было по командному кораблю. Гранд Флит, имевший существенное численное превосходство, стал виден в 19:30. Положение германского флота осложнялось присутствием медленных броненосцев типа «Дойчланд», и если бы Шеер повернул в сторону Германии, ему бы удалось избежать сражения ценой потери этих медленных кораблей.
Адмирал Шеер принял решение совершить манёвр «все вдруг»  на 180°. Отставшие корабли II эскадры не смогли лечь на новый курс и выпали из боевого порядка. Адмирал Мауве решил вывести свои корабли в кильватер дредноутов III эскадры, но решение пришлось отменить, так как манёвр помешал бы линейным крейсерам Хиппера. Вместо этого, он попытался занять место в голове колонны. Однако же, ко времени достижения II эскадрой нужной точки, Шеер скомандовал ещё один поворот «все вдруг», что привело к тому, что броненосцы оказались в хвосте германской флотилии. Около 21:00 Шеер приказал флотилии совершить третий разворот, но низкая скорость броненосцев опять привела к выпадению их из боевого порядка.
Ближе к концу первого дня сражения повреждённые линейные крейсера Хиппера были атакованы британцами. «Шле́звиг-Го́льштейн» и другие «корабли-пятиминутки» пришли к ним на помощь, вклинившись между боевыми порядками британских и немецких линейных крейсеров. Столкновение получилось очень непродолжительным, главным образом из-за настолько плохой видимости, что главный калибр «Шле́звиг-Го́льштейна» так и не навёлся на цель и не сделал ни единого выстрела. В 21:35 крупный снаряд попал в левый борт корабля, пробил отверстие диаметром около 40 см, и взорвался внутри броневого каземата. Взрывом уничтожило 4,5 метра палубы надстройки и вывело из строя одно из казематных орудий по левому борту, жертвами снаряда стали три человека, ещё девять — ранено. Адмирал Мауве прекратил бой против превосходивших его в огневой мощи линейных крейсеров и отвернул на 8 румбов на правый борт.
Поздно вечером 31 мая флотилия перестроилась для ночного отхода в Германию, при этом «Шле́звиг-Го́льштейн» располагался ближе к концу колонны, перед «Гессеном», «Ганновером» и линейными крейсерами «Фон дер Танн» и «Дерфлингер». Около 03:00 британские эсминцы провели серию атак против флотилии, часть из которых затрагивала «Шле́звиг-Го́льштейн». Вскоре броненосец «Поммерания» получил попадание как минимум одной торпедой с эсминца HMS Onslaught (1915), что привело к детонации погребов боезапаса и уничтожению корабля грандиозным взрывом. В ходе этой атаки «Шле́звиг-Го́льштейну» пришлось уворачиваться от британских торпед.  Вскоре после 05:00, «Ганновер» и некоторые другие корабли ошибочно посчитали, что обнаружили британские субмарины, и открыли огонь.
Несмотря на ожесточённость ночного боя, Флоту открытого моря удалось прорваться через строй британских эсминцев и достичь Хорнс-рифа к 4:00 утра 1 июня. Германский флот достиг Вильгельмсхавена несколькими часами позже, при этом неповреждённые дредноуты типа «Нассау» и «Гельголланд» заняли оборонительные позиции. За время боя «Шле́звиг-Го́льштейн» выпустил только двадцать 170-мм снарядов.

#### Дальнейшая активность
С 10 по 25 июня «Шле́звиг-Го́льштейн» находится в доке на ремонте, и в то же время командование флота принимает решение вывести с активной службы оставшиеся четыре устаревших и, как показала гибель «Поммерна», уязвимых для торпедных атак, корабля типа «Дойчланд». Позднее корабль использовался в качестве мишени для подводных лодок, и только в короткий период времени с 12 по 23 февраля 1917 года нёс сторожевую службу. В апреле «Шле́звиг-Го́льштейн» ушёл в Альтенбрух в устье Эльбы, и 2 мая там он был выведен из состава флота. С корабля сняли вооружение и приписали к 5й флотилии подводных лодок в качестве плавучей базы, находился он при этом в Бремерхафене. В 1918 году корабль перевели в Киль, где он и оставался до конца войны.

### Межвоенные годы
После поражения Германии в Первой мировой войне, в соответствии со статьёй 181 Версальского договора, флот был преобразован в Рейхсмарине, в составе которого разрешено было оставить только 15000 моряков и восемь старых броненосцев для целей береговой обороны, причём два из них должны были находиться в резерве. Уцелевшими броненосцами стали «Шле́звиг-Го́льштейн», его систер-шипы «Ганновер» и «Шлезиен», а также несколько броненосцев типа «Брауншвейг». 31 января 1926 года, после значительной модернизации в новом флоте, «Шле́звиг-Го́льштейн» стал флагманом. В ходе этой модернизации установили новую систему управления огнём, и расширили кормовую надстройку для адмиральского персонала. 170-мм орудия заменили на 150-мм, а вместо подводных торпедных аппаратов установили новые в казематах главной палубы.
«Шле́звиг-Го́льштейн» и «Ганновер» совершили поход в Атлантику, продолжавшийся с 14 мая по 17 июня 1926 года. С 22 по 30 мая корабль находился в Пальма де Майорка на Средиземном море, затем 1-7 июня встретился с «Эльзасом» в Барселоне, а затем проследовал в Виго, где 12-14 июня соединился с «Гессеном», «Эльзасом» и «Ганновером». Здесь командующий флотом вице-адмирал Конрад Моммсен встретился с королём Испании Альфонсо XIII. Следующий поход «Шле́звиг-Го́льштейна» состоялся в период с 30 марта по 14 июня 1927, снова по Атлантике. Корабль посетил несколько иберийских портов, в том числе португальский Лиссабон, где Моммсена приветствовал Оскар Кармона, президент Португалии. С декабря 1927 по январь 1928 года «Шле́звиг-Го́льштейн» проходит очередную модернизацию, в процессе которой две передние трубы объединили в одну, а заднюю нарастили, до того такая же модернизация была проведена на «Шлезиен».
С началом ввода в строй новых тяжёлых крейсеров типа «Дойчланд» в 1933 году старые броненосцы начали переводить в резерв. В мае 1935 Рейхсмарине был преобразован в Кригсмарине в процессе создания Вермахта Адольфом Гитлером. «Шле́звиг-Го́льштейн» перестал быть флагманом 22 сентября 1935, и в январе-марте, а затем в мае-июле 1936 года был перестроен в учебное судно. В ходе перестройки были убраны 150-мм пушки и торпедные аппараты с верхней палубы, а два кормовых котла были переведены на нефтяное отопление. Экипаж судна был уменьшен, с 35 офицеров и 708 матросов до 31 офицера и 565 матросов. Экипаж был пополнен 175 кадетами, которые участвовали в последующих походах на «Шлезиене» и «Шле́звиг-Го́льштейне», в том числе в шестимесячном походе в Южную Америку и на Карибы, начавшемся в октябре 1936. В следующем году состоялся поход вокруг Африки, а в 1938—1939 — снова в Южную Америку и карибский бассейн. Капитаном корабля с июня 1938 по апрель 1939 был Густав Кизерицки.
С середины 1930-х Гитлер начал проводить всё более агрессивную внешнюю политику — в 1936 году была проведена ремилитаризация Рейнской области, после чего в 1938 году произошёл аншлюс Австрии и аннексия Чехословакии. Он также требовал восстановления контроля над Данцигом, который стал вольным городом после Первой мировой войны.

### Вторая мировая война
Рано утром 1 сентября 1939 Германия атаковала Польшу. До этого, в августе, «Шле́звиг-Го́льштейн» вошёл в порт Данцига и встал на якорь поблизости от склада боеприпасов базы Вестерплатте под предлогом церемониального визита. Командиром корабля на тот момент являлся вице-адмирал Густав Кляйкамп. На борту находилась рота морских пехотинцев, численностью 500 человек. Рано утром корабль продвинулся вглубь портового канала.
В 4:30 броненосец приведён в состояние боевой готовности одиночным выстрелом из пистолета. В 04:47 утра 1 сентября «Шле́звиг-Го́льштейн» открыл огонь из своих орудий по польским позициям в Вестерплатте, таким образом, произведя первые выстрелы во Второй мировой войне. Эти выстрелы стали сигналом наземным войскам к началу атаки укрепления, однако первая атака немцев была отбита. Вторая атака, снова поддержаная огнём с корабля, началась тем же утром, однако она также оказалась неудачной, и была отбита к полудню.
4 сентября к «Шле́звиг-Го́льштейну» присоединились миноносцы T196 и Von der Gröben. Немецкая пехота и инженерные силы высадились на берег для штурма крепости при поддержке корабельной артиллерии, но поляки удерживали позиции до 10:30 утра 7 сентября, после чего сдались. Вслед за этим «Шле́звиг-Го́льштейн» начал обстрел польских позиций в Хеле и Редлово, который продолжался до 13 сентября. Между 25 и 27 сентября броненосец вернулся в Хель со «Шлезиеном», и оба корабля продолжили бомбардировку польских позиций. 
Дальнейшие события происходили на западном направлении, и в апреле 1940 года Германия вторгается в Данию. «Шле́звиг-Го́льштейн» осуществлявший поддержку с моря, сел на мель вблизи берега Дании, но вскоре был снят. После этой операции корабль вернулся к учебной работе в качестве флагмана учебного флота. В конце 1943 года прорабатывается вопрос его ввода в строй. Причина кроется в растущем дефиците нефти, в то время как на корабле сохранилась часть котлов на угле. 1 февраля 1944 он снова введён в строй, сначала как учебный корабль, а затем, после переоборудования в Готенхафене — как корабль охранения конвоев. Для этого ему существенно нарастили зенитное вооружение, но после трёх бомбовых попаданий с британских самолётов 18 декабря 1944, он сел на дно на отмели. Поскольку корабль был выведен из строя, экипаж сняли и отправили на берег, на оборону Мальборка.
Когда советские войска захватили город, оставшийся экипаж взорвал старый корабль, это произошло 21 марта. После окончания войны, в 1945-46 годах, корабль был поднят советским флотом и отбуксирован в Таллин. Некоторые источники утверждают, что он был разобран на металл в Гдыне, однако другие показывают, что на самом деле он использовался как буксируемая мишень на мелководье вблизи острова Осмуссаар в Финском заливе. Последние стрельбы по нему проводились в 1966 году, ныне его остов находится под водой.

## Комментарии
1. ↑  "SMS" означает "Seiner Majestät Schiff", или "Корабль Его Величества"
2. ↑  Корабельные орудия Германской империи обозначались следующим образом: "SK" (Schnelladekanone) - скорострельная пушка, L/40 - длина ствола. В данном случае, ствол имеет длину 40 калибров.
3. ↑  Немецкий термин для этого поворота Gefechtskehrtwendung переводится приблизительно как "боевой поворот кругом", и представляет собой одновременный поворот на 16 румбов (180°) всех кораблей флотилии. До Ютландского боя такой поворот никогда не совершался в бою. См. также: Tarrant, 2001, pp. 153–154.
4. ↑  Германские моряки называли их так, поскольку предполагалось, что приблизительно столько проживут эти корабли при стычке с дредноутом. См. также: Tarrant, 2001, p. 62
5. ↑  Источники расходятся относительно калибра снаряда и корабля, который произвёл выстрел. Джон Кэмпбелл утверждает, что это был 12-дюймовый снаряд с HMS New Zealand (1911), в то время как Тэррант указывает на 13,5-дюймовый снаряд, выпущенный, возможно, HMS Princess Royal (1911). Источники: Campbell, 1998, p. 254 и Tarrant, 2001, p. 195.